# Cunoaștere și iubire în mistica sufită

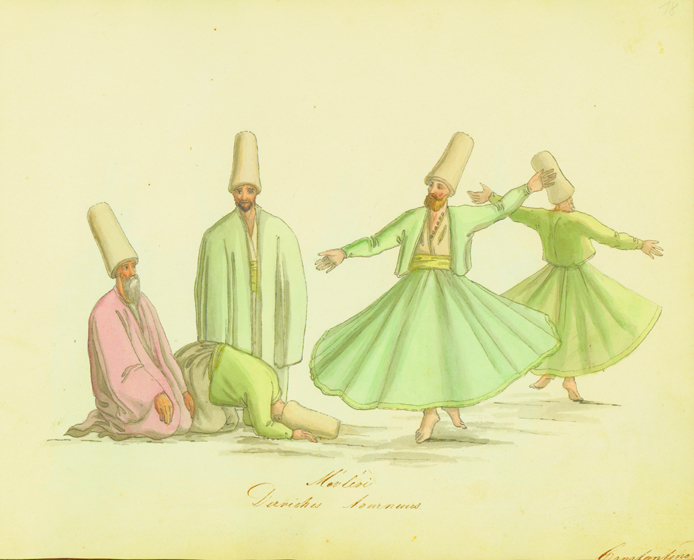
Derviși rotitori

Sufismul este un curent apărut în secolul VIII și răspândit mai ales în Persia. În centrul vieții religioase a acestei doctrine se află iubirea reciprocă dintre Dumnezeu și oameni, respingând, prin urmare, ideea inaccesibilității lui Dumnezeu. Doctrina sa este influențată de mai multe religii: budism, zoroastrism, hinduism și are la bază apropierea față de Dumnezeu prin cunoaștere mistică,iubire și asceză.
Dumnezeu este Lumina cerurilor și a pământului.
Primul lucru creat de Dumnezeu a fost Intelectul.
Dumnezeu nu a împărțit slujitorilor săi un lucru mai demn de prețuire decât inteligența.

## Origine și etimologie
Se cunoaște faptul că există mai multe etimologii ale cuvântului Sufism.
Una dintre aceste etimologii a cuvântului sufi este suf (lână) care constituia materialul principal folosit de sufiți în confecționarea mantiilor albe. Alți exegeți consideră că de fapt  termenul este legat de at-tasawwuf, care înseamnă în arabă “cale”.
Sufismul a existat cu mult înainte de a fi desemnat prin numele său.
Denumirea de al-soûfi apare prima dată în 776, fiind atribuită unui ascet irakian.
O altă etimologie leagă cuvântul de termenul arab sâfa, sâfwa (puritate), în timp ce alții vorbesc despre cuvântul grecesc sophos, sophia (înțelepciune) de la care ar deriva.
Sufismul își are originile în spațiul musulman și scopul său este cunoașterea lui Dumnezeu Unul, o cunoaștere nu atât intelectuală, cât una spirituală, prin detașarea de lume, prin puritatea inimii, prin iubirea de Dumnezeu.
Sufismul este un mod de viață și de comportament, o experiență anterioară un adevărat “pelerinaj spre profunzimi”.

## Teme ale sufismului
Expresiile sufismului țin de iubire și cunoaștere.
Expresia afectivă este cea care integrează mai ușor atitudinea religioasă, acesta din urmă constituind punctul de plecare al spiritualității islamice.
Limbajul iubirii permite enunțarea adevărurilor esoterice(orice religie are două părți: o parte exoterică- adresată întregii umanități, și o parte esoterică, adică ocultă, pentru acei puțini care vor să înțeleagă cu adevărat scopul vieții și originea a tot ceea ce este lumea și ființa umană) fără a intra în conflict cu teologia dogmatică. Iar "beția" iubirii corespunde din punct de vedere simbolic cu stările cunoașterii. Iubirea reflectă și ea o frumusețe interioară care este pecetea Unității în suflet at-tawhid. [tawhid arab - afirmarea unicității divine (wahid unic); în mod curent tawhid desemnează rostirea Mărturisirii de credință, recunoașterea Unicității și implicit a Unității divine; în Sufism, rezumă toate gradele de cunoaștere ale Unității, simbolizând "unificarea” cu Principiul]

## Autori
Printre autorii sufiți se regăsesc și unii precum: Ibn Arabi, Ahmad ibn al-Arif, Suhrawardi Alep, al-Junayd, Abu-l Hasan ash-Shadhili (أبو الحسن الشاذلي), care manifestă o atitudine profund intelectuală, ei privind Realitatea divină ca esența universală a oricărei cunoașteri. Alții precum: Umar ibn-al Farid (عمر بن علي بن الفارض), Mansur al-Hallaj și Jalal ud-din Rumi, se exprimă în limbajul iubirii, Realitatea divină nefiind pentru ei nimic altceva decât obiectul nesfârșit al dorinței.
Desigur că acestă diversitate de atitudini în sufism ar fi condus la supoziția unora cum că sufiții care utilizează un limbaj intelectual ar fi preluat concepte străine de Islam din neoplatonism  și nu numai.

## Căile sufismului
Sufismul cunoaște trei căi care corespund principalelor motive pentru care sufiții aspiră către Dumnezeu: calea cunoașterii sau gnoza-(al-ma’ rifah), calea iubirii (al-mahabbah) și calea fricii (al-khawf). Hinduismul cunoaște și el trei căi, dar metodele spirituale sunt diferite față de cele ale sufismului, care tinde spre sinteza celor trei acțiuni: calea cunoașterii (jnana) , cea a iubirii (bhakti) și cea a acțiunii (karma).
În sufism se observă un echilibru între atitudinile intelectuale și cele afective, de aici structura generală a Islamului al cărui fundament este doctrina Unității (at-tawhid), de unde și orientarea intelectuală care se impune tuturor variantelor vieții contemplative; în ceea ce privește iubirea ea se naște aproape pretutindeni, unde Realitatea divină este simțită sau contemplată.
Această chemare la perceperea unității este exprimată într-un poem de Kuhi din Șiraz
```
"În târg, în schit
Nu-l văd decât pe Dumnezeu.
În vale și pe munte...
Nu-l vâd decât pe Dumnezeu .
În văd adeseori lângă mine în necazuri, 
În noroc sau nenoroc...
Nu-l văd decât pe Dumnezeu. 
În post și rugăciune , închinare și contemplare,
În religia profetului...
Nu-l văd decât pe Dumnezeu .
Deschid ochii și în lumina feței sale, jur împrejurul meu
În tot ceea ce ochiul descoperă...
Nu-l văd decât pe Dumnezeu.
Ca o lumânare ma topesc la acest foc 
În mijlocul acestei văpăi strălucitoare..
Nu-l văd decât pe Dumnezeu.
Eu însumi cu proprii mei ochi nu pot vedea foarte clar.
Dar atunci când privesc cu ochii lui Dumnezeu...
Nu-l văd decât pe Dumnezeu.
Mă topesc în neființă, dispar. 
Și minune! Sunt pe de-a Întregul Viu..
Nu-l văd decât pe Dumnezeu."
```

Cunoașterea reală, gnoza, nu implică în niciun fel o afirmare a mentalului în detrimentul atitudinii afective; organul său interior fiind inima (Qalb), centrul secret și insesizabil al ființei, astfel că iradierea cunoașterii va îngloba întreaga sferă a sufletului. Un sufi care a reușit realizarea unei cunoașteri impersonale se folosește de limbajul iubirii și respinge orice dialectică doctrinară; la el "beția" iubirii corespunde cu stările cunoașterii informale, depășind orice gândire.
Așadar, nu există problema predominanței a vreuneia dintre cele două atitudini cea intelectuală și cea afectivă, amândouă fiind strâns legate între ele, căci cunoașterea lui Dumnezeu naște întotdeuna iubire, iar iubirea presupune o cunoaștere spirituală – cel puțin indirectă și prin reflex - a "obiectului iubit”. Iubirea spirituală are ca obiect Frumusețea divină, care este un aspect al Infinității, prin acest obiect, dorința devine lucidă.
Prin obiectul său, Frumusețea, iubirea coincide virtual cu cunoașterea. Putem spune că Adevărul și Frumusețea se constituie drept criteriu reciproc, cu toate că lumea tinde să se folosească și să aplice în mod eronat de aceste criterii, întrucât prejudecățile sentimentale deformează conceptul de frumusețe, așa cum, pe de altă parte, raționalismul limitează adevărul.
Se știe că nu există mistic sufit care să nu fi compus poezii și a cărui proză oricât de intens afectivă, să nu se transforme, în anumite locuri, într-un limbaj ritmat cu imagini poetice.
Pe de altă parte, poezii vestite care cântă iubirea, cum se întâmplă la Omar ibn al-Farid sau Jalal ad-Din Rumi, sunt percepute ca fiind formulări intelectuale.
În ceea ce privește atitudinea de frică (al-khawf), care corespunde căii acțiunii (karma în hinduism), ea nu se manifestă direct prin stilul aparte al expresiei, rolul ei fiind implicit.  Iubirea este superioară fricii, așa cum cunoașterea este superioară iubirii.
Ahmad ibn al-Arif spunea despre iubire (el-mahab-bah)că este: " începutul căilor extincției" (fana) [fana arab - extincție, evanescență. Desemnează în sufism extincția limitelor individuale în starea de Unire cu Dumnezeu. Contrară lui baqa (subzistență). Apare în versetul coranic "Totul (pe pământ) este menit stingerii (fan); nu va rămâne decât fața Domnului tău, esență a majestății și generozității”. și colina de pe care se coboară spre treptele nimicirii (al-mahu) este ultima dintre trepte unde avangarda simplilor credincioși întâlnește ariergarda celor aleși).” 
De asemenea Ibn Arabi vorbește despre cunoașterea lui Dumnezeu care nu poate fi limitată de vreo credință "Cel ce-l adoră pe Dumnezeu în Soare, văd Soarele și cei ce-l adoră în lucrurile vii, văd un lucru viu și cei ce-l adoră în lucrurile neînsuflețite, văd un lucru neînsufelțit și cei ce-l adoră într-o ființă unică și fără seamănm îl văd pe cel ce nu are nimic asemănător Lui. Nu vă apropiați în mod exclusiv de nicio credință, altminteri n-o să mai ajungeți să percepeți întreg Adevărul.” "Those who adore God in the sun" (says Ibn al-‘Arabi) "behold the sun, and those who adore Him in living things see a living thing, and those who adore Him in lifeless things see a lifeless thing, and those who adore Him as a Being unique and unparalleled see that which has no like. Do not attach yourself" (he continues) "to any particular creed exclusively, so that you disbelieve in all the rest; otherwise, you will lose much good, nay, you will fail to recognize the real truth of the matter.” În Coran se precizează "Oriunde vă veți întoarce acolo este fața lui Allah".

Ibn Arabi și-a exprimat atitudinea liberală a credinței chiar într-unul din poemele sale:
```
"Inima mea este în stare să îmbrace toate formele, 
Este o pășune pentru gazele și o mănăstire pentru călugării creștini,
Un templu pentru idoli și Kaaba hagiului. 
Tablele Thorei și cartea Coranului. 
Eu sunt Religia Iubirii
Oriunde cămilele sale mă poartă,
Iubirea și credința mea sunt adevărata religie.” 
[
10
]
```

De asemenea cunoașterea vine din iluminare,revelație și inspirație. Sufitul spune: "Privește în inima ta, pentru că Împărăția Domnului este cu tine. Acela care se cunoaște cu adevărat pe sine, acela îl cunoaște pe Dumnezeu, pentru că inima este o oglindă în care se reflectă calitațile divine.” ("Look in your own heart," says the Sufi, "for the kingdom of God is within you.", "He who truly knows himself knows God, for the heart is a mirror in which every divine quality is reflected.")
În ceea ce privește cunoașterea aparentă, exterioară și cea spirituală, adevărată cel mai bun exemplu este povestea lui Junayd; aceasta stând drept mărturie că legea teologică aparentă, exterioară se află într-o strânsă legătură cu adevărul spiritual intrinsec, acestea neputând funcționa una fără cealaltă.
A man who had just returned from the pilgrimage came to Junayd. Junayd said: "From the hour when you first journeyed from your home have you also been journeying away from all sins?" He said "No." "Then," said Junayd, "you have made no journey. At every stage where you halted for the night did you traverse a station on the way to God?" " No," he replied. "Then," said Junayd, "you have not trodden the road, stage by stage. When you put on the pilgrim' s garb at the proper place, did you discard the qualities of human nature as you cast off your clothes?" "No." "Then you have not put on the pilgrim's garb. When you stood at ‘Arafat, did you stand one moment in contemplation of God?" "No." "Then you have not stood at ‘Arafat. When you went to Muzdalifa and achieved your desire, did you renounce all sensual desires?" "No." "Then you have not gone to Muzdalifa. When you circumambulated the Ka‘ba, did you behold the immaterial beauty of God in the abode of purification?" "No." "Then you have not circumambulated the Ka‘ba. When you ran between Safa and Marwa, did you attain to purity (safa) and virtue (muruwwat)?" "No." "Then you have not run. When you came to Mina, did all your wishes (muna) cease?" "No." "Then you have not yet visited Mina. When you reached the slaughter-place and offered sacrifice, did you sacrifice the objects of worldly desire?" "No." "Then you have not sacrificed. When you threw the pebbles, did you throw away whatever sensual thoughts were accompanying you?" "No." "Then you have not yet thrown the pebbles, and you have not yet performed the pilgrimage." 
Un om care s-a întors din pelerinaj a venit la Junayd și acesta l-a întrebat:
"De când ai plecat pentru prima dată de acasă în călătorie, te-ai îndepărtat și de toate păcatele?” “Nu”  a răspuns el. "Atunci, a spus Junayd, nu ai făcut nicio călătorie. În fiecare etapă a popasului făcut de tine noaptea, ai traversat o etapă în drumul către Dumnezeu?” “Nu” a răspuns el. "Atunci, a spus Junayd, nu ai străbătut drumul pas cu pas. Atunci când te-ai îmbrăcat în straie de pelerin la locul cuvenit, ai respins calitățile firii umane și de aceea te-ai lepădat de ele?” “Nu.” "Atunci nu te-ai îmbrăcat în straie de pelerin. Când ai poposit la muntele Arafat, ai avut macar un moment de contemplare a lui Dumnezeu?” “Nu” "Atunci nu ai poposit la Arafat. Când ai fost la Muzdalifa să-ți satisfaci dorințele, ai renunțat la toate plăcerile lumești?” “Nu.” "Atunci nu ai fost la Muzdalifa. Când ai înconjurat Ka'ba, ai observat frumusețea spirituală a lui Dumnezeu în casa purificării?” “Nu.” "Atunci nu ai încnjurat Ka'ba. Când te-ai întreținut între Safa și Marwa, ai atins puritatea (safa) și virtutea (muruwwat)? “Nu.”" Atunci nu te-ai întreținut. Când ai sosit la Mina, toate dorințele (muna) tale au luat sfârșit?” “Nu.” "Atunci nu ai vizitat încă Mina. Când ai ajuns la locul sacrificiului și ai oferit jertfa, ai sacrificat obiectele dorințelor lumești?” “Nu.” "Atunci nu ai sacrificat nimic. Când ai aruncat pietricelele, ai lepădat și gândurile senzuale care te însoțeau?” ”Nu.” "Atunci nu ai aruncat pietricelele și nu ți-ai dus la îndeplinire pelerinajul.”

## Reprezentanți ai sufismului

### El-Hallaj, Husayn Mancur

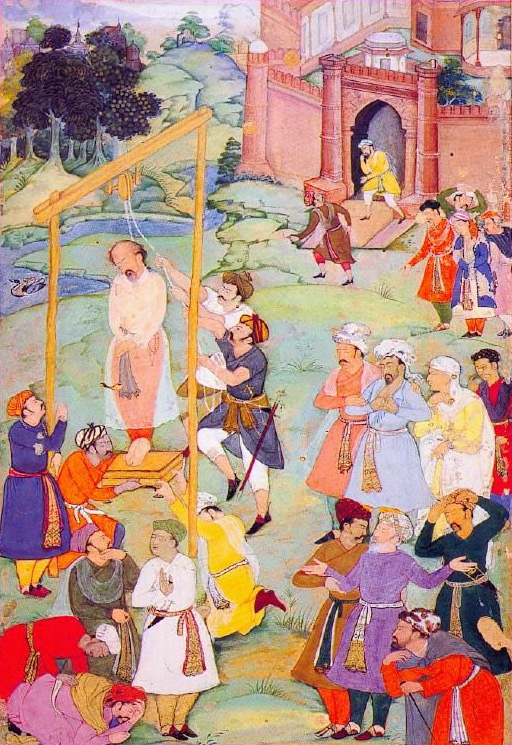
Executarea lui Hallaj

Maestru sufit persanm adept al iubirii înflăcărate ’ishq născut în Iran în 857 și executat la Bagdad în 922 pentru declarația "Ana el-Haqq”("Eu sunt Adevărul”) exprimând identificarea sa cu Divinitatea. Ultimele sale cuvinte au fost "Important pentru cel ce a atins extazul este că Unul îl reduce la Unitate.”. Deși prin îndrăzneala formulărilor sale unitive și-a ridicat împotrivă atât puterea politică (care acuza predicația sa de instigare a mulțimii), teologii oficiali (care îl acuzau de panteism), cât și maeștrii sufiți (pentru expresia publică a experiențelor sale spirituale), prestigiul lui el-Hallaj nu a încetat să crească în lumea musulmană după moartea sa, influența sa asupra doctrinei și practicii sufite fiind esențială.

### Rumi Jalal ed-Din
Mare maestru sufit, născut în Khorassan 1207, mort la Konya în 1273, denumit Mawlana (Domnul nostru). Adept al căii contemplative centrat pe iubirea unitivă în urma întâlnirii cu misteriosul Shams din Tabriz: "Fusese un savant, a devenit un poet. Fusese ascet, a ajuns să fie îmbătat de dragoste, nu de vin, inima celui iluminat nu bea decât vinul Luminii" spunea fiul său despre evenimentul decisiv al căii lui Rumi. A fondat la Konya o confrerie sufită (tariqah) a "dervișilor rotitori” (denumiți mawlawiya) a căror tehnică spirituală se bazează pe puterea transformantă a muzucii și a dansului sacru (sama): "În ritmurile muzicii este ascuns un secret. Dacă l-aș dezvălui, el ar nimici lumea.”
Printre lucrările sale esențiale se află culegerea de ode închinate iubirii mistice evocându-l pe maestrul său dispărut Diwan-e Shams-e Tabrizi, opusul doctrinar în distihuri Mathnawi, Fihi-ma-fihi (în trad. franceză "Cartea Înlăuntrului”) și celebrele catrene Ruba’iyat.

### Ibn 'Arabi, Muhhy-d-din

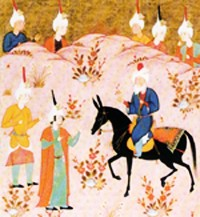
Ibn Arabi împreună cu doi novici

Cunoscut ca "cel mai mare maestru" (esh-sheikh el-akbar) al Sufismului. Opera sa constituie formularea inegalată a doctinei și experienței contemplative sufite. Născut la Murcia (în Anadaluzia)în 1165, moare la Damasc în 1240. Meditațiile și viziunile în fața Ka'abei dau numele sunnei sale metafizice "Revelațiile sau "Cuceririle spirituale de la Mecca" (Futuhat el-Mekkiyah). Sunt celebre în mediul islamic: "Nestematele Înțelepciunii" sau "Colierul Înțelepciunii" (Fușuș el-Hikam)- sinteză a pozițiilor sale doctrinare și "Interpretul dorințelor ardente" (Tar juman el-ashwaq)- culegere de poezii având ca sub iubirea mistică.
Unul din fundamentele doctrinei sale este Wahdad el-Wujud (Unicitatea sau Unitatea Existenței universale, a Ființei, a Realității). Ibn 'Arabi rămâne un reper esențial pentru calea sufită, numeroși maeștri comentând lucrările sale.

### al-Ḥakīm at-Tirmidhi, Muhammad ibn `Ali
Muhammad ibn `Ali al-Ḥakīm at-Tirmidhi a fost un învățat iranian, mort în 898, supranumit al-Hakim ("Filozoful") pentru că a folosit formulările filozofiei elenistice. E cunoscut mai ales pentru Khatam el-Wilayah ("Pecetea sfințeniei") în care dezvoltă terminologia sufită, așa cum e cunoscută până astăzi. Tirmidhi vorbește despre "Polul"(Qutb) ierarhiei sufite și despre walaya ("prietenia" divină, intimitatea spirituală cu Dumnezeu) al cărei ciclu durează până la sfârșitul veacurilor. 
Autorul acordă o mare importanță gnozei.